# Enping
Enping is een stadsarrondissement in de Chinese provincie Guangdong. De bevolking spreekt een Kantonees dialect, het Siyihua. Het behoort tot de stadsprefectuur Jiangmen. Deze stad met 460.000 inwoners is ook de jiaxiang van ongeveer 420.000 overzeese Chinezen in vijftig landen.